# Eurico Santos
Pour les articles homonymes, voir Santos (homonymie).
Manuel Eurico Gonçalves dos Santos, plus communément appelé Eurico Santos ou simplement Eurico, né le 21 mars 1967 à Bragance, est un footballeur portugais évoluant au poste de défenseur.

## Biographie

### En club
Formé au GD Bragança, Eurico Santos débute en équipe première en 1985. Après une brève période à Benfica où il ne joue pas en équipe première, il rejoint GD Chaves puis retourne à Bragance,.
Il se fait remarquer avec AD Ovarense, où il enchaîne trois saisons pleines, avant de rejoindre SC Campomaiorense en 1994. C’est avec ce club qu’il connaît la Primeira Liga,.
En 1998, il poursuit ensuite sa carrière au CD Santa Clara, puis à l'União Micaelense (en) et termine en amateur avec le Santiago FC jusqu'en 2007,.
Au total, durant sa carrière, il dispute 54 matchs pour aucun but marqué en première division portugaise.

### En sélection
Il dispute trois rencontres lors du Tournoi de Toulon avec l'équipe du Portugal des moins de 21 ans en 1987.

## Palmarès
SC Campomaiorense
- Segunda Liga :  
  - Vainqueur : 1996-97.